# Ruashi (vattendrag)
Ruashi är ett litet vattendrag i Kongo-Kinshasa, i Kafubus biavrinningsområde. Det rinner genom provinsen Haut-Katanga, i den södra delen av landet, 1 600 km sydost om huvudstaden Kinshasa. Ruashi möter Luano och vattendraget nedströms sammanflödet betecknas ömsom som Luano, ömsom som Ruashi.
Vattendraget Ruashi har gett namn åt stadsdelen med samma namn i Lubumbashi.